# Canton de Saint-Ambroix
Le canton de Saint Ambroix est une ancienne division administrative du département du Gard, dans l'arrondissement d'Alès.

## Composition
| Nom                        | Code Insee | Intercommunalité      | Superficie (km2) | Population (dernière pop. légale) | Densité (hab./km2) |
| -------------------------- | ---------- | --------------------- | ---------------- | --------------------------------- | ------------------ |
| Saint-Ambroix (chef-lieu)  | 30227      | CC Cèze-Cévennes      | 11,74            | 3 176 (2014)                      | 271                |
| Allègre-les-Fumades        | 30008      | CC Cèze-Cévennes      | 24,59            | 853 (2014)                        | 35                 |
| Bouquet                    | 30048      | CC Pays d'Uzès        | 30,26            | 172 (2014)                        | 5,7                |
| Courry                     | 30097      | CC Cèze-Cévennes      | 8,22             | 297 (2014)                        | 36                 |
| Les Mages                  | 30152      | CA Alès Agglomération | 12,69            | 2 030 (2014)                      | 160                |
| Le Martinet                | 30159      | CA Alès Agglomération | 10,35            | 834 (2014)                        | 81                 |
| Meyrannes                  | 30167      | CC Cèze-Cévennes      | 6,51             | 837 (2014)                        | 129                |
| Molières-sur-Cèze          | 30171      | CC Cèze-Cévennes      | 8,71             | 1 457 (2014)                      | 167                |
| Navacelles                 | 30187      | CC Cèze-Cévennes      | 11,02            | 323 (2014)                        | 29                 |
| Potelières                 | 30204      | CC Cèze-Cévennes      | 6,47             | 355 (2014)                        | 55                 |
| Saint-Brès                 | 30237      | CC Cèze-Cévennes      | 11,37            | 639 (2014)                        | 56                 |
| Saint-Denis                | 30247      | CC Cèze-Cévennes      | 3,65             | 281 (2014)                        | 77                 |
| Saint-Florent-sur-Auzonnet | 30253      | CA Alès Agglomération | 9,31             | 1 231 (2014)                      | 132                |
| Saint-Jean-de-Valériscle   | 30268      | CA Alès Agglomération | 8,15             | 691 (2014)                        | 85                 |
| Saint-Julien-de-Cassagnas  | 30271      | CA Alès Agglomération | 4,46             | 654 (2014)                        | 147                |
| Saint-Victor-de-Malcap     | 30303      | CC Cèze-Cévennes      | 10,87            | 842 (2014)                        | 77                 |

## Histoire
De 1833 à 1848, les cantons de Barjac et de Saint-Ambroix avaient le même conseiller général. Le nombre de conseillers généraux était limité à 30 par département.

## Administration

### Conseillers d'arrondissement (de 1833 à 1940)
| Période                                  | Période | Identité                     | Étiquette     | Qualité |
| ---------------------------------------- | ------- | ---------------------------- | ------------- | --- |
| 1833                                     | 1839    | Louis Chambon-Larouvière     |               | Maire de Saint-Ambroix                                                                                      |
| 1839                                     | 1845    | Adolphe de Castillon         |               | Propriétaire à Saint-Victor-de-Malcap                                                                       |
| 1845                                     | 1848    | Émile Silhol                 |               | Juge d'instruction au tribunal civil d'Alais                                                                |
| 1848                                     | 1867    | Alfred de Bérard (1820-1901) | Légitimiste   | Avocat, maire de Potelières                                                                                 |
| 1867                                     | 1871    | Frédéric Delbosc d'Auzon     |               | Maire d'Allègre                                                                                             |
| 1871                                     | 1880    | Marc-Antoine Manifacier      | Légitimiste   | Marchand de grains à Saint-Ambroix                                                                          |
| 1880                                     | 1886    | Louis Malartre               | Monarchiste   | Maire de Bessèges                                                                                           |
| 1886                                     | 1893    | Charles de Boisson           | Monarchiste   | Propriétaire à Saint-Ambroix                                                                                |
| 1893                                     | 1901    | Paul Deleuze                 |               | notaire à Saint-Ambroix                                                                                     |
| 1901                                     | 1907    | Prosper Brun                 | conservateur  | Ingénieur et directeur des mines à Molières-sur-Cèze                                                        |
| 1907                                     | 1913    | Louis Lacroix                | conservateur  | Propriétaire négociant, adjoint au maire de Saint-Ambroix                                                   |
| 1913                                     | 1919    | Théodore Bastide             | réactionnaire | Médecin à Saint-Ambroix                                                                                     |
| 1919                                     | 1925    |                              |               | |
| 1925                                     | 1937    | Louis Serre                  | Gauche        | Ouvrier mineur retraité, maire de Molières-sur-Cèze                                                         |
| 1937                                     | 1940    | Louis Nicolas (1910-1989)    | SFIO          | Maire de Saint-Florent-sur-Auzonnet, délégué à la propagande du parti socialiste SFIO                       |
| 1940                                     |         |                              |               | Les conseils d'arrondissement ont été suspendus par la loi du 12 octobre 1940 et n'ont jamais été réactivés |
| Les données manquantes sont à compléter. |         |                              |               | |

### Juges de paix
- 1825-1832 : Louis Chaber[10]
- 1832-1838 : David Ausset
- 1838-1845 : Frédéric Constans[11]
- 1845-1857 : Hyacinthe Bauquier[12]
- 1857-1862 : ? Aygalier de La Rouvière[13]
- 1862-1869 : Louis Charbaut[14]
- 1869-1874 : Antoine Teyssier[15]
- 1874-1878 : Jacques Volle[16]
- 1878-1879 : Joseph Pascalin[17]
- 1879-1889 : Jean Thérond[18]
- 1889-1907 : Amédée Hébrard[19]
- 1907-1911 : Jules Priou[20]
- 1911-1919 : Adolphe Labat[21]
- 1919-1932 : Paul Lavigne[22]
- 1933-1936 : Cyprien Muaux[23]
- 1937 : Charles Scotti[24]
- 1937-1939 : Jean Bevançon[25]
- 1939-1941 : Noël Cossa[26]
- 1941-1945 : Joseph Aldemar[27]
- 1945-1951 : Joseph Armogathe[28]

### Conseillers généraux
| Période                                  | Période           | Identité                              | Étiquette           | Qualité                                                                                             |
| ---------------------------------------- | ----------------- | ------------------------------------- | ------------------- | --------------------------------------------------------------------------------------------------- |
| 1833                                     | 1864 (décès)      | Louis-Michel Illide de Veau de Robiac | Majorité dynastique | Propriétaire des mines Maire de Robiac puis de Bessèges Député (1863-1864)                          |
| 1864                                     | 1871              | Emile Silhol (1804-1886)              |                     | Propriétaire à Nîmes, ancien magistrat                                                              |
| 1871                                     | 1886              | Marquis Alfred de Montalet            | Droite              | Propriétaire à Saint-Ambroix, maire de Potelières, ancien conseiller d'arrondissement               |
| 1886                                     | 1893 (décès)      | Jean Chalmeton                        | Républicain         | Ancien conseiller de préfecture, Saint-Ambroix                                                      |
| 1893                                     | 1899 (annulation) | Charles de Boisson                    | Conservateur        | Propriétaire à Saint-Ambroix, conseiller d'arrondissement                                           |
| 1899                                     | 1919              | Marquis Robert d'Estampes (1862-1930) | Royaliste           | Propriétaire à Paris                                                                                |
| 1919                                     | 1925 (démission)  | Marius Valette                        | SFIO puis PC-SFIC   | Instituteur puis professeur Maire de Nîmes (1909 et 1910-1914) Député (1914-1919)                   |
| 1925                                     | 1934              | Paul Silhol                           | SFIO                | Représentant de commerce Maire des Mages (1904-1929, 1931-1941 et 1944-1945)                        |
| 1934                                     | 1940              | Paul Richard                          | PC-SFIC             | Délégué-mineur CGT à la Compagnie minière de Bessèges Déchu de son mandat en 1940 (décret Daladier) |
|                                          |                   |                                       |                     | |
| 1942                                     | 1945              | Louis Pansier (1883-1967)             |                     | Maire de Saint-Ambroix Nommé conseiller départemental en 1942                                       |
|                                          |                   |                                       |                     | |
| 1945                                     | 1951              | Jean Blache                           | SFIO                | Secrétaire comptable, Meyrannes                                                                     |
| 1951                                     | 1958              | Émile Jourdan                         | PCF                 | Mineur Ajoint au maire de Saint-Florent-sur-Auzonnet                                                |
| 1958                                     | 1964              | Édouard Thibault                      | MRP                 | Enseignant Député (1945-1962) Maire de Saint-Ambroix (1959-1971) Secrétaire d'État (1953-1954)      |
| 1964                                     | 1970              | Adrien Ducros                         | SFIO                | Maire de Molières-sur-Cèze                                                                          |
| 1970                                     | 1977 (décès)      | André Fabre (1924-1977)               | PCF                 | Conseiller régional                                                                                 |
| 1977                                     | 1983              | Gilbert Blanc (1921-1984)             | PCF                 | Mineur Maire des Mages                                                                              |
| 1983                                     | 2001              | Charles Diet                          | PCF                 | Maire du Martinet (1983-2001)                                                                       |
| 2001                                     | 2015              | Jean-Claude Paris                     | PCF                 | Maire des Mages (1984-2018)                                                                         |
| Les données manquantes sont à compléter. |                   |                                       |                     | |

## 2 photos du canton
|  |  |

## Démographie
| 1962   | 1968   | 1975   | 1982   | 1990   | 1999   | 2006   | 2011   | 2012   |
| ------ | ------ | ------ | ------ | ------ | ------ | ------ | ------ | ------ |
| 18 048 | 17 122 | 14 438 | 14 162 | 14 105 | 13 051 | 14 165 | 14 628 | 14 642 |